# تافتی
تافتی (به سوئدی: Täfteå) یک منطقهٔ مسکونی در سوئد است که در Umeå Municipality واقع شده‌است.

## خصوصیات
تافتی ۱٫۳۱ کیلومترمربع مساحت و ۱٬۲۳۱ نفر جمعیت دارد.